# 스노우 오브 킬리만자로
스노우 오브 킬리만자로(프랑스어: Les Neiges du Kilimandjaro, 영어: The Snows of Kilimanjaro)는 프랑스에서 제작된 로베르 게디기앙 감독의 2011년 드라마 영화이다. 아리안 아스카리드 등이 주연으로 출연하였다.
2011년 칸 영화제 주목할 만한 시선 부문에서 초연되었다.

## 출연

### 주연
- 아리안 아스카리드
- 장피에르 다루생
- 제라르 메이랑
- 마릴린 캉토

### 조연
- 그레구아르 르프랭스랭게
- 아나이스 드무스티에
- 아드리앵 졸리베
- 로뱅송 스테브냉
- 카롤 로셰
- 쥘리마리 파르망티에
- 피에르 니네

## 제작진
- 의상: 쥘리에트 샤노